# Duncan Thompson
Pour les articles homonymes, voir Thompson.

a Compétitions nationales et continentales officielles uniquement.

b Matchs officiels uniquement.
Duncan Thompson, né le 14 mars 1895 à Warwick (Australie) et mort le 27 mai 1980 à Auchenflower (Australie), est un joueur australien de rugby à XIII évoluant au poste de demi de mêlée dans les années 1910 et 1920, qui s'est ensuite reconverti en tant qu'entraîneur et dirigeant.

## Biographie
Il débute dans le Queensland à St. Paul's à Ipswich avant de se rendre à Sydney en 1916 pour jouer avec North Sydney. Il va en guerre dans la First Australian Imperial Force durant la Première Guerre mondiale. Il quitte Sydney en 1917 dans la HMAS Ayrshire dans le 49e bataillon en Belgique et France.
Il retourne en Australie en 1919 et reprend sa carrière de rugby à XIII en retrouvant North Sydney. Il remporte le titre en 1921 et 1922, lors de cette dernière il est capitaine de l'équipe. Il repart ensuite dans le Queensland à Toowoomba pour y terminer sa carrière.
Il a également évolué durant sa carrière aux Queensland Maroons, participe à la tournée en Nouvelle-Zélande de l'équipe d'Australie en 1919.
Après sa carrière sportive, il a notamment entraîné Toowoomba Clydesdales dans les années 1950.
En 2005, il est introduit au temple de la renommée du rugby à XIII en Australie et est désigné demi de mêlée du siècle au North Sydney Bears. Enfin, il est sélectionné parmi les cent meilleurs treizistes australiens de l'histoire en 2007.